# 馬上義太郎
馬上 義太郎（まがみ ぎたろう、1902年9月15日 - 1971年1月6日）は、日本のロシア・ソビエト文学者、翻訳家。

## 経歴
東京市浅草千束町出身。1931年東京外国語学校専修科卒。ナウカ社に勤務。兵役で中国北部に出征、帰国後は陸軍参謀本部外郭団体の嘱託としてソ連の新聞、放送の翻訳に従事。戦後は東京都千代田区役所に勤務。ソ連の映画・演劇の紹介・翻訳や児童・動物文学の翻訳を行った。

## 著書
- 『ソヴエト映画』（京王書房） 1947

## 翻訳
- 『音画芸術の方法論』（訳編、往来社、映画科学研究叢書） 1933
- 『ルネ・クレール研究』（アルノリッヂ、書林絢天洞） 1934
- 『ゴオゴリ研究』（ヴエレサエフ、ナウカ社） 1935
- 『ソヴェト・ロシヤ映画芸術史』（エヌ・イエズイトフ、訳編、絢天洞） 1935
- 『プドフキン映画俳優論』（訳、ナウカ社） 1935、のち未來社
- 『映画監督論』（クレショフ、映画評論社） 1937
- 『空と陸と海』（アリストフ、民友社、世界少年叢書） 1950
- 『科学とその創造者』（ア・フェルスマン編、五月書房） 1951
- 『現代ソヴェトの演技』（ア・ペ・コヴァリヨフ編、五月書房） 1951
- 『一五〇才までは生きられる ソヴエトの長生法』（ナゴールヌイ、五月書房） 1952.
- 『海底の世界』（ヴェ・ゲ・ボゴロフ、福村書店、地球の科学） 1952
- 『火山と地震』（イェ・ペ・ザヴァリツカヤ,ゲ・ペ・ゴルシコフ、福村書店、地球の科学） 1952
- 『顕微鏡と望遠鏡』（ヴェ・エス・スウホルキフ、訳編、福村書店、地球の科学） 1952
- 『地球の四季』（エル・ヴェ・クニッキー, イ・エフ・ポラーク、福村書店、地球の科学） 1952
- 『百万年前の地球』（ヴェ・イ・グローモフ、福村書店、地球の科学） 1952
- 『モスクワ芸術座』（フレイドキナ、未来社、てすぴす叢書） 1952
- 『山と海』（ヴェ・ゲ・ボゴロフ, ヴェ・ア・オブルチェフ、訳編、福村書店、地球の科学） 1952
- 『演技の原理と技術』（トポルコフ、未来社、てすぴす叢書） 1953
- 『機械の歴史』（ミハイル・イリーン、白揚社） 1953
- 『稽古場のスタニスラフスキー』（トポルコフ、早川書房） 1953
- 『劇場 遺稿』（K・S・スタニスラフスキー、早川書房） 1953
- 『生物の世界』（ベ・ア・ケルレル、宝文館 自然科学入門叢書） 1953
- 『ソヴェトの映画』（ヴェ・イ・プドフキン等、岩崎書店、知識文庫） 1953
- 『電波の世界』（エフ・チエストノフ、宝文館、自然科学入門叢書） 1953
- 『俳優芸術の原理』（ザハーヴァ、未来社、てすぴす叢書） 1953
- 『物質の世界』（B・メゼンツエフ、宝文館） 1953
- 『スタニスラフスキイ芸術手記』（未来社） 1954
- 『スタニスラフスキー・システム教科書』（アバルキン、未来社） 1955
- 『義務・友情・恋愛 ソヴェト小説集』（編訳、宝文館） 1956
- 『ソヴェト動物記』（チャプリーナ、白揚社） 1956
- 『動物を追う科学者』（スパンゲンベルグ、松野俊光絵、実業之日本社、少年少女世界の本） 1957
- 『マンモス狩人』（ポクロフスキー、斎藤寿夫絵、講談社、少年少女世界動物冒険全集） 1957
- 『野獣の戦い』（アナニヤン、山中冬児絵、講談社、少年少女世界動物冒険全集） 1957
- 『野生動物の楽園 新しい愛情の世界』（スクレビッキー、白揚社） 1959
- 『宇宙船アルゴー号の冒険』（ベ・ブラドコ、依光隆絵、岩崎書店、少年少女宇宙科学冒険全集） 1960
- 『宇宙には人が住んでいるか』（エフ・ジーゲリ、白揚社） 1960
- 『ビアンキの動物物語』（講談社、少年少女世界文学全集 32(ロシア編 3)） 1960
- 『私は魔術師』（レナルド・キオ、三一新書） 1961
- 『消えた惑星のなぞ』（ゲー・マルチノフ、武部本一郎絵、岩崎書店、少年少女宇宙科学冒険全集） 1962
- 『超心理の世界 心の神秘』（ヴァレンチン・マトヴェーエフ、白揚社） 1962
- 『魔法の超光速ロケット』（B・グバリョフ、依光隆絵、岩崎書店、少年少女宇宙科学冒険全集） 1962
- 『動物物語』（ジトコフ、講談社、少年少女新世界文学全集） 1965
- 『機械・望遠鏡の歴史』（岩崎書店、イリーン名作全集5） 1967
- 『大建設物語』（岩崎書店、イリーン名作全集6） 1968
- 『自然の征服』（袋一平共訳、岩崎書店、イリーン名作全集8） 1968
- 『人類の謎をとく 人はどのように地球を征服したか』（A・A・ズーボフ、白揚社） 1968
- 『しろくまのこフォムカ』（チャプリーナ、梅田俊作絵、学習研究社） 1969
- 『ミリ人間のぼうけん』（ヤン・ラリー、小磯三千代絵、岩崎書店） 1969

### アレクサンドル・ベリャーエフ
- 「ベリヤーエフ少年空想科学小説選集」（岩崎書店） 1963
  1. 『世界のおわり』（武部本一郎絵）
  2. 『空気を売る男』（依光隆絵）
  3. 『ドウエル博士の首』（武部本一郎絵）
  4. 『学者象の秘密』（武部本一郎絵）
- 『合成人間』（ベリャーエフ、井上洋介絵、岩崎書店、SF世界の名作） 1967
- 『合成人間ビルゲ』（ビリャーエフ、井上洋介絵、岩崎書店） 1976
- 『いきている首』（アレクサンドル・ベリヤーエフ、琴月綾絵、岩崎書店） 2003

## 論文
- <馬上義太郎